# Ambassade de France en Bulgarie
L'ambassade de France en Bulgarie est la représentation diplomatique de la République française auprès de la république de Bulgarie. Elle est située à Sofia, la capitale du pays, et son ambassadeur est, depuis 2022, Joël Meyer (d).

## Ambassade

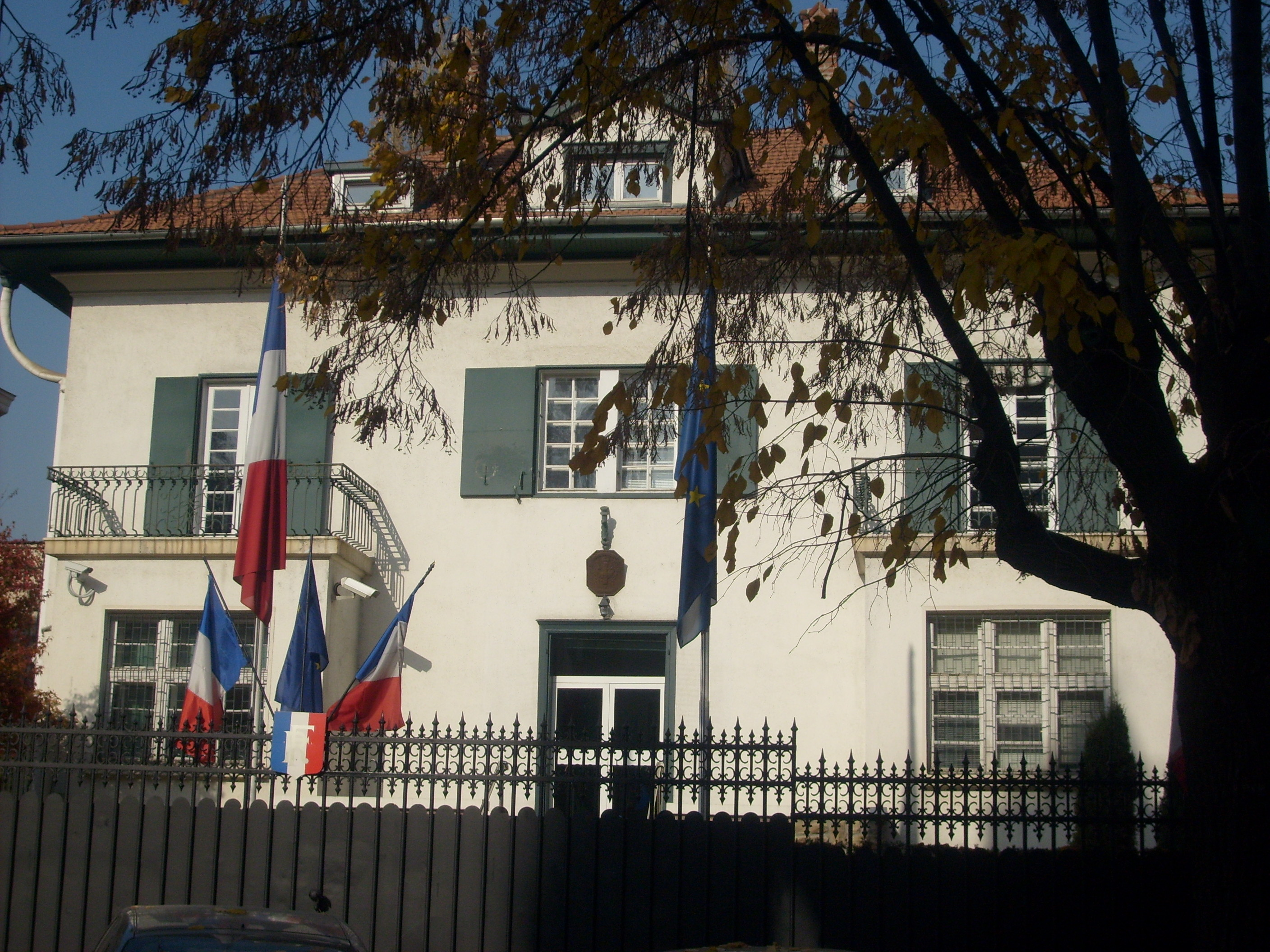
Ambassade de France à Sofia.

L'ambassade est située rue Oborichté ((bg) ул. Оборище) à Sofia. Elle accueille aussi une section consulaire. La Résidence de France jouxte la chancellerie.

### Histoire
La Résidence de France, située en plein cœur de Sofia, a été acquise par la France en 1936 auprès de la Banque belge pour l'étranger. À l'origine construit par un banquier bulgare, l'édifice de style baroque viennois détonnait en pleine époque de l'Art nouveau. Il fut donc rapidement vendu à la Banque Belge. L'ancien propriétaire se fit alors construire un nouveau bâtiment plus adapté à l'architecture du moment, qui est aujourd'hui la résidence de l'ambassadeur des États-Unis.
La légation, auparavant située sur la place Nevski et aujourd'hui disparue, déménagea en 1936 vers ce qui devenait l'Hôtel diplomatique de la légation de France.
La Résidence de France a été le lieu d'un petit déjeuner historique, le 19 janvier 1989, organisé par le président de la République française François Mitterrand en l'honneur de douze intellectuels reconnus, dissidents au régime communiste de Todor Jivkov, dont Jelio Jeliev qui deviendra, en 1990, président de la république bulgare. Le cinquième anniversaire de l'événement fut célébré au même endroit entre les deux présidents, ce qui donna l'occasion de rénover le mobilier de la résidence.

## Ambassadeurs de France en Bulgarie
| De   | À    | Ambassadeur                    |
| ---- | ---- | ------------------------------ |
| 2004 | 2007 | Yves Saint-Geours              |
| 2007 | 2010 | Étienne de Poncins             |
| 2010 | 2013 | Philippe Autié (d)             |
| 2013 | 2016 | Xavier Lapeyre de Cabanes (tr) |
| 2016 | 2019 | Éric Lebédel (tr)              |
| 2019 | 2022 | Florence Robine                |
| 2022 | auj. | Joël Meyer (d)                 |

## Consulats
Outre la section consulaire de l'ambassade à Sofia, il existe un consul honoraire de France et d'Allemagne à Varna.

### Communauté française
Au 31 décembre 2016, 1 412 Français sont inscrits sur les registres consulaires en Bulgarie.
| 2001 | 2002 | 2003 | 2004 |
| ---- | ---- | ---- | ---- |
| 456  | 542  | 562  | 545  |

| 2005 | 2006 | 2007 | 2008 |
| ---- | ---- | ---- | ---- |
| 521  | 623  | 737  | 801  |

| 2009 | 2010 | 2011  | 2012  |
| ---- | ---- | ----- | ----- |
| 888  | 897  | 1 004 | 1 063 |

| 2013  | 2014  | 2015  | 2016  |
| ----- | ----- | ----- | ----- |
| 1 127 | 1 223 | 1 325 | 1 412 |

| 2017  | 2018  | 2019  | 2020  |
| ----- | ----- | ----- | ----- |
| 1 463 | 1 526 | 1 628 | 1 611 |

### Circonscriptions électorales
Depuis la loi du 22 juillet 2013 réformant la représentation des Français établis hors de France avec la mise en place de conseils consulaires au sein des missions diplomatiques, les ressortissants français d'une circonscription recouvrant l'Albanie, la Bosnie-Herzégovine, la Bulgarie, le Kosovo, la Macédoine et le Monténégro élisent pour six ans un conseiller consulaire. Ce dernier a trois rôles : 
1. il est un élu de proximité pour les Français de l'étranger ;
2. il appartient à l'une des quinze circonscriptions qui élisent en leur sein les membres de l'Assemblée des Français de l'étranger ;
3. il intègre le collège électoral qui élit les sénateurs représentant les Français établis hors de France.

Pour l'élection à l'Assemblée des Français de l'étranger, la Bulgarie appartenait jusqu'en 2014 à la circonscription électorale de Vienne comprenant aussi l'Albanie, l'Autriche, la Bosnie-Herzégovine, la Croatie, la Hongrie, la Macédoine, le Monténégro, la Pologne, la Roumanie, la Serbie, la Slovaquie, la Slovénie et la République tchèque, et désignant trois sièges. La Bulgarie appartient désormais à la circonscription électorale « Europe centrale et orientale » dont le chef-lieu est Varsovie et qui désigne trois de ses 19 conseillers consulaires pour siéger parmi les 90 membres de l'Assemblée des Français de l'étranger.
Pour l'élection des députés des Français de l’étranger, la Bulgarie dépend de la 7e circonscription.

## Coopération éducative, linguistique et culturelle
L'ambassade exerce sa tutelle sur l'Institut français de Bulgarie, dirigé par le conseiller de coopération et d'action culturelle de l'ambassade, et les deux établissements scolaires à programme homologué par le ministère français de l'Éducation nationale, le lycée français Victor-Hugo de Sofia (en) (conventionné avec l'AEFE) et le lycée français international Charles-Perrault de Varna (d) (partenaire de la MLF).
Elle coopère avec les lycées bilingues bulgares publics francophones, qui ont reçu le LabelFrancÉducation : à commencer par le lycée GS Rakovski (d) de Bourgas, le lycée Alphonse-de-Lamartine de Sofia, le lycée Romain-Rolland (bg) de Stara Zagora, le lycée Frédéric-Joliot-Curie (bg) de Varna.
Le réseau de l'Alliance française compte huit comités actifs : Blagoevgrad, Bourgas, Kazanlak, Pleven, Plovdiv, Stara Zagora, Varna et Veliko Tarnovo.